# Eurydamidas
Eurydamidas (altgriechisch Εὐρυδαμίδας Eurydamídas) war ein König von Sparta um 241 v. Chr.
Eurydamidas stammte aus dem Haus der Eurypontiden und war Sohn des Agis IV. und der Agiatis. Eurydamidas starb schon als Kind, sein Nachfolger wurde Agis’ Bruder Archidamos V., der aber 227 v. Chr. von Kleomenes III. ermordet wurde.
Der Name Eurydamidas ist nur bei Pausanias überliefert. Die moderne Forschung hält den Namen für eine Verschreibung und rekonstruiert ihn in Eudamidas III.